# En cas de malheur
Pour les articles homonymes, voir En cas de malheur (homonymie).
En cas de malheur est un roman policier de Georges Simenon, paru en 1956 aux Presses de la Cité. 
Simenon achève l'écriture de ce roman à Cannes, le 8 novembre 1955.

## Personnages principaux
- Lucien Gobillot : 45 ans, avocat à Paris,, marié, sans enfant.
- Viviane, épouse de Gobillot : veuve d’un avocat qui fut jadis patron de Gobillot.
- Yvette Maudet : 20 ans, sans profession.
- Mazetti : étudiant en médecine travaillant la nuit comme manœuvre, amant d’Yvette.

## Résumé
Le roman comporte 9 chapitres.
Quelque chose de fatal s'est glissé dans l'existence de Lucien Gobillot, à un moment où son succès professionnel et sa réputation mondaine sont devenus les fruits d'un mariage ambitieux et de quelques complaisances juridiques.
Ce qui aurait pu n'être qu'une passade sans lendemain, pareille à celles que sa femme Viviane lui consent avec une complicité protectrice, a pris peu à peu une importance telle que l'avocat s'est mis à en relater l'évolution dans un dossier très personnel : « En cas de malheur. »
Tout a commencé par cette fille dévergondée, Yvette, surgie dans son cabinet avec une cause difficile à défendre : l'agression d'un vieil horloger, dans sa boutique, pour le voler. La jeune délinquante, pour se faire accepter malgré son manque total de ressources, dévoile ses charmes à l'avocat, qui n'en paraît même pas ému. Gobillot réussit à la faire acquitter. Le soir même, il va la rejoindre : c'est la passion et l'aventure. 
Femelle instinctive qui ne sait pas résister aux hommes, Yvette s'attache néanmoins à Gobillot comme à un sauveur, au point qu'à sa demande, elle rejette un amoureux fanatique, Mazetti, prêt à l'épouser. L'avocat est de plus en plus écartelé entre ses obligations sociales et une Yvette qu'il faut à la fois surveiller et défendre contre un rival éconduit mais non résigné. Il installe Yvette d'abord modestement, puis bientôt quai d'Orléans, dans son monde à lui ; ce qui signifie pour sa femme que la situation risque cette fois de lui échapper. Afin de retenir Yvette, Gobillot va jusqu'à se laisser entraîner dans le jeu de ses complaisances érotiques avec sa bonne. Après une nouvelle apparition de Mazetti, il décide d'emmener sa maîtresse aux sports d'hiver, alors que sa femme, encore crédule, se prépare pour La Riviera. Yvette attend un enfant et il lui a demandé de le garder. Un jour, peu avant Noël, elle ne rentre pas à l'appartement. 
Au terme d'une nuit de recherches, Gobillot apprend qu'on l'a retrouvée poignardée dans un hôtel de quartier. Elle y avait rejoint Mazetti et, comme elle voulait repartir, il l'a tuée. 
De La Riviera, Gobillot achève son dossier : il le confiera à son confrère chargé de prendre en main l'affaire Mazetti. Quant à lui, il continuera « à défendre des crapules ».

## Aspects particuliers du roman
Récit à la première personne, sous forme d’un journal intime échelonné sur deux mois et rédigé après les événements. Le roman est fait de notations nombreuses où un avocat s’analyse au travers d’une aventure assez sordide.

## Espace
- Paris

## Temps
Époque contemporaine.

## Éditions
- Édition originale : Presses de la Cité, 1956
- Livre de Poche n° 14282, 1999  (ISBN 978-2-253-14282-9)
- « Tout Simenon », tome 8, éd. France Loisirs, 1990, pages 409 à 514  (ISBN 2-7242-6094-5), réédité chez éd. Omnibus, 2002  (ISBN 978-2-258-06049-4).
- Romans durs, tome 9, Omnibus, 2013  (ISBN 978-2-258-09396-6)
- Romans durs, tome 9, Omnibus, 2023  (ISBN 978-2-258-20266-5)

## Adaptations

### Au cinéma
- 1958 : En cas de malheur, film franco-italien réalisé par Claude Autant-Lara, avec Brigitte Bardot et Jean Gabin.

- 1998 : En plein cœur, film français réalisé par Pierre Jolivet, avec Virginie Ledoyen et Gérard Lanvin.

### À la télévision
- 2010 : En cas de malheur, téléfilm franco-belge réalisé par Jean-Daniel Verhaeghe et diffusé pour la première le 13 février 2010 sur la chaîne La Une de la RTBF, avec Mélanie Bernier et Line Renaud.

## Source bibliographique
- Maurice Piron, Michel Lemoine, L'Univers de Simenon, guide des romans et nouvelles (1931-1972) de Georges Simenon, Presses de la Cité, 1983, p. 188-189  (ISBN 978-2-258-01152-6)